# Lataling
Lataling is een bestuurslaag in het regentschap Simeulue van de provincie Atjeh, Indonesië. Lataling telt 340 inwoners (volkstelling 2010).